# Relidicule
Pour plus de détails, voir Fiche technique et Distribution.
Relidicule au Canada ou Religolo en France (Religulous) est un documentaire américain satirique de l'humoriste Bill Maher réalisé par Larry Charles, sorti en 2008.
Le titre télescope les mots « religion » et « ridicule » ou « rigolo » (et en anglais :  « religion » et « ridiculous »).

## Synopsis
Bill Maher fait un point sur les religions dans le monde et leurs implications.

## Fiche technique
- Titre original : Religulous
- Titre français : Relidicule ou Religolo
- Réalisation : Larry Charles
- Scénario : Bill Maher
- Production : Palmer West, Jonah Smith, Bill Maher, Cara Casey
- Pays de production :  États-Unis
- Durée : 101 minutes
- Dates de sortie :
  - États-Unis : 1er août 2008 (Traverse City Film Festival) ; 1er octobre 2008 (sortie limitée) ; 3 octobre 2008 (sortie nationale)
  - Canada : 6 septembre 2008 (Festival de Toronto) ; 3 octobre 2008 (sortie nationale)
  - France : 21 janvier 2009

## Distribution
Dans leur propre rôle :
- Jose Luis de Jesus Miranda (en)
- Bill Maher
- Andrew Newberg